# Rumový deník
Rumový deník (v anglickém originále The Rum Diary) je americká filmová komedie z roku 2011. Režisérem filmu je Bruce Robinson. Hlavní role ve filmu ztvárnili Johnny Depp, Aaron Eckhart, Michael Rispoli, Amber Heardová a Richard Jenkins.

## Obsazení
| Johnny Depp     | Paul Kemp           |
| Aaron Eckhart   | Hal Sanderson       |
| Michael Rispoli | Bob Sala            |
| Amber Heardová  | Chenault            |
| Richard Jenkins | Edward J. Lotterman |
| Giovanni Ribisi | Moburg              |
| Amaury Nolasco  | Segurra             |
| Marshall Bell   | Donovan             |